# Conrad de Luppurg
Conrad de Luppurg (mort le 26 janvier 1313 à Ratisbonne) est d'abord évêque de Gurk de 1282 à 1283 puis est le trente-et-deuxième évêque de Ratisbonne et prince-évêque de la principauté épiscopale de Ratisbonne de 1296 à sa mort.

## Biographie
Konrad von Luppurg est issu d'une famille noble de Lupburg dans le Haut-Palatinat, qui vivait auparavant à Eggenfelden en Basse-Bavière. En 1260, il devient chanoine de Ratisbonne, dix ans plus tard prévôt en Basse-Franconie.
À la mort de l'évêque de Gurk Jean d'Ennsthal (de) en 1281, le pape Martin IV retient le diocèse de Gurk et déclare d'emblée invalide toute autre occupation. L'archevêque de Salzbourg Frédéric II de Walchen (de) et le chapitre de la cathédrale de Gurk ne savent rien de la réserve papale et élisent Conrad de Luppurg comme nouvel évêque. D'abord réticent, le pape approuve cette élection le 17 juin 1282 et ordonne à l'archevêque de Salzbourg de consacrer Conrad de Luppurg comme évêque. Cependant, il renonce au diocèse le 11 mai 1283, sans attendre la consécration.
En 1290, Conrad devient prévôt du chapitre de la cathédrale de Ratisbonne et en 1296 évêque de Ratisbonne. En tant que dernier de sa famille, il apporte ses possessions autour de Lupburg, y compris le château de Lupburg (de), dans l'évêché. Cependant, la situation financière de l'évêché l'oblige à mettre en gage le comté de Donaustauf, qui sera dans cette situation pendant plusieurs siècles. Les Juifs de Ratisbonne, qui jouent un rôle central dans les transactions financières avec les duchés voisins ainsi que dans les institutions religieuses, sont largement protégés des persécutions de la bourgeoisie.
Conrad est enterré dans la cathédrale de Ratisbonne devant l'autel des femmes.